# Rumble Pak
Rumble Pak — съёмное устройство от компании Nintendo, поддерживающее функцию вибрации. Различные версии устройства выпускались для игровых консолей Nintendo 64, Nintendo DS, и Nintendo DS Lite. После выпуска Rumble Pak функция вибрации, уже интегрированная в контроллеры, стала стандартной для большинства игровых систем.

## История
Оригинальный Rumble Pak для игрового контроллера Nintendo 64 был выпущен в апреле 1997 года в Японии, в июле 1997 года — в Северной Америке и в октябре того же года — в Европе. Аксессуар работал от двух батареек AAA и подключался в слот картриджа памяти контроллера.
Rumble Pak вышел в комплекте с игрой Star Fox 64, а двумя месяцами позже стал доступен в продаже отдельно. Впоследствии значительная часть выпускаемых игр для N64 имела поддержку Rumble Pak, а некоторые ранее вышедшие тайтлы были выпущены в новых версиях с поддержкой устройства вибрации.
Поддержку Rumble Pak имеет также карманная игровая консоль Nintendo DS. Устройство подключается в слот Game Boy Advance. Первой игрой, поддерживающей Rumble Pak, стала Metroid Prime Pinball, вместе с которой он шёл в комплекте.